# ژان فروستیه
ژان فروستیه، همچنین معروف به ژان پیر تورلی (۳ اکتبر ۱۹۱۴ در لیبرن (ژیروند) - ۵ ژوئن ۱۹۸۳ در پاریس) نویسنده و منتقد ادبی فرانسوی بود. .

## آثار
- Ne délivrer que sur ordonnance (Do to prescription)، éditions de la Table ronde، ۱۹۵۲؛ گالیمارد، ۱۹۷۴
- Marthe ou les Amants tristes 1958؛ جدول روده، ۱۹۷۸
- Les Filles La Table ronde، ۱۹۵۹
- Un autre été La Table ronde، ۱۹۶۱
- La Passerelle (پل)، Grasset، ۱۹۶۳، جایزه راجر نیمیر
- Les Collines de l'Est B. Grasset، ۱۹۶۷. داستان کوتاه
- Isabelle ou l'arrière-saison La Table ronde, 1970; WH آلن، ۱۹۷۲ ،شابک ‎۹۷۸-۰-۴۹۱-۰۰۶۲۲-۴؛ La Table Ronde، ۱۹۸۰ ،شابک ‎۹۷۸-۲-۰۷-۰۳۶۳۶۸-۱
- L'héritage du vent (میراث باد)، سهام، ۱۹۷۹؛ گالیمارد، ۱۹۸۳ ،شابک ‎۹۷۸-۲-۰۷-۰۳۷۴۹۶-۰
- L'entracte algérien (قطع الجزایر)، باللاند، ۱۹۸۲؛ پاریس-مدیترانه، ۲۰۰۱ ،شابک ‎۹۷۸-۲-۸۴۲۷۲-۱۰۵-۳